# Автоматическое оружие
Эта статья об оружии с автоматической системой перезаряжания. Об оружии, способном стрелять очередями см. статью «Самострельное оружие».
Автоматическое оружие — огнестрельное оружие, в котором перезаряжание и производство очередного выстрела выполняются автоматически за счёт образующейся при выстреле энергии пороховых газов или энергии других (посторонних) источников.
Согласно российской классификации (ГОСТ 28653-2018), автоматическое оружие делится на две категории:
- самозарядное (или оружие одиночного огня) — спусковой механизм оружия позволяет вести только одиночную стрельбу;
- самострельное (или оружие непрерывного огня) — нажатие на спусковой крючок вызывает целый ряд непрерывных выстрелов до полного израсходования всех патронов магазина или до прекращения нажатия на спуск.[3]

Тем не менее на практике автоматическим называют именно оружие непрерывного огня (например, «автоматический пистолет», «автоматическая винтовка», «автоматическая пушка»). К пулемёту и пистолету-пулемёту это уточнение обычно не применяется. Также автоматическим нередко называют оружие серийного огня и «двойного огня» (если оружие оборудовано переводчиком режима огня).
Что касается оружия одиночного огня, то автоматическим его не называют в принципе, а самозарядным (также распространён западный вариант — полуавтоматическим) только в отношении длинноствольного оружия (например, «самозарядный карабин Симонова»). Современные самозарядные пистолеты обычно называют просто пистолетами (например, «пистолет Макарова»). Однако в начале XX века первые образцы самозарядных пистолетов называли автоматическими.
Механизированное автоматическое оружие — оружие, в котором все эти операции также осуществляются автоматически, но не за счёт части энергии пороховых газов, а за счёт внешнего источника энергии, например оружие с вращающимся блоком стволов.

### Хронология
Основные вехи в истории развития автоматического оружия:
- 1799 — Эдвард Говард открыл фульминат ртути, более известный как гремучая ртуть, которую используют в капсюлях-воспламенителях патронов, это стало предпосылкой к изобретению унитарных патронов.
- 1827 — Николай Дрейзе внедрил унитарный патрон. До унитарных патронов современная автоматизация стрельбы была невозможной. Сразу после ввода унитарного патрона начали разрабатывать (с разной степенью успешности) системы автоматизации подачи патронов.
- 1850 — начинается массовый выпуск винтовки Шарпса, первого массового стрелкового оружия под унитарный бумажный (позднее — металлический) патрон, повлиявшей на ход гражданской войны в США и показавшей успешность применения унитарных патронов на поле боя.
- 1866 — Хайрам Максим сформулировал принцип работы автоматики современного огнестрельного оружия с использованием энергии отдачи[5].
- 1883 — Хайрам Максим презентовал концепцию одноствольного автоматического оружия европейскому научному сообществу в Париже[5].
- 1889 — Джон Браунинг сформулировал принцип работы автоматики огнестрельного оружия с отводом пороховых газов и изготовил опытный образец[6].
- 1895 — Америго Чеи-Риготти разработал автоматическую винтовку с переводчиком режима огня[7].
- 1896 — Вильгельм Мадсен и Юлиус Расмуссен разработали первый ручной пулемёт[8].
- 1930-е годы — индивидуальное автоматическое оружие (пистолеты-пулемёты, автоматические винтовки) поступает на вооружение в армии большинства стран мира. Вторая мировая война продемонстрирует его преимущества перед классическими винтовками в условиях современных наступательных войн и ознаменует начало «эпохи» промежуточных патронов.
- 1942 — Хуго Шмайссер разработал Stg-44, первую в мире автоматическую штурмовую винтовку, автоматика которой основана на принципе использования энергии пороховых газов, принятую на вооружение Вермахта с 1943 года.
- 1945 — Михаил Калашников приступил к разработке автомата, ставшего самым массовым образцом автоматов в мировой истории.
- 1963 — Юджин Стоунер разработал модульный стрелковый комплекс, сочетающий в себе автомат, карабин, пулемёт в нескольких конфигурациях. С началом его массового внедрения в армию началась «эпоха» современных стрелковых комплексов, которые используются как персональное оружие и постепенно вытесняют обычные автоматы. На следующий год был принят на вооружение в армию США автомат (его же разработки) M16, ставший одним из самых популярных автоматов в мире. Сейчас это самый распространённый в мире автомат под калибр 5.56 мм[9].
- 1977 — начато массовое производство австрийских автоматов AUG, где впервые в автоматическом оружии массового производства используется система булл-пап. Сейчас это вторая в мире по популярности система компоновки пистолетной рукояти и магазина в автоматическом оружии[10][11].

## Принципы действия автоматики

### Отдача затвора
Действие автоматики основано на использовании отдачи затвора при неподвижном стволе. Различают два варианта:
- Свободный затвор — отсутствует жёсткое запирание канала ствола затвором. Затвор прижат к казённому срезу ствола возвратной пружиной. Откат затвора происходит за счёт давления пороховых газов на донце гильзы, передаваемого затвору. Обычно применяется в оружии под патроны небольшой мощности — пистолетах (Browning M1900, Walther PPK, ПМ, АПС), пистолетах-пулемётах (MP-18, «Суоми», ППШ, Uzi). С увеличением мощности патрона растёт масса затвора, что часто неприемлемо. Редкими примерами являются авиационная пушка MK 108, а также автоматический гранатомет АГС-17.
- Полусвободный затвор — откат затвора на начальном участке искусственно замедляется тем или иным способом. Например, создаётся повышенное трение затвора в ствольной коробке (затвор Блиша в пистолете-пулемёте Томпсона, фрикционный затвор Барышева); затвор выполняется в виде двух частей, из которых задняя, более массивная, движется быстрее передней (винтовка G-3); движение затвора тормозится давлением пороховых газов, отведённых из ствола (так называемый принцип Барницке, пистолет Heckler und Koch P7, карабин Volkssturmgewehr 1-5) и т. п.

### Отдача ствола
Действие автоматики основано на использовании отдачи подвижного ствола. Во время выстрела затвор прочно сцеплен со стволом. Различают два варианта:
- Длинный ход ствола — ход ствола равен ходу затвора. Перед выстрелом затвор и ствол жёстко сцеплены и вместе откатываются назад до крайнего заднего положения. В крайней точке отката затвор задерживается, а ствол возвращается в исходное положение, при этом извлекая гильзу. Только после возврата ствола затвор возвращается в переднее положение. Схема отличается большой массой подвижных частей и конструктивной сложностью, не позволяет развивать большой темп стрельбы, поэтому используется редко (известны ручной пулемёт Шоша, пистолеты Фроммера). ГОСТ 28653—90 определяет длинный ход ствола как откат ствола стрелкового оружия на расстояние, большее длины патрона.
- Короткий ход ствола — ход ствола меньше хода затвора. Перед выстрелом затвор и ствол жёстко сцеплены и в момент выстрела под действием отдачи начинают откат как одно целое. Пройдя относительно небольшое расстояние, затвор и ствол разъединяются, затвор продолжает откат, а ствол либо остаётся на месте, либо возвращается в исходное положение с помощью собственной возвратной пружины. За время от начала отката до расцепления пуля успевает выйти за пределы ствола. Оружие на этом принципе может иметь достаточно простое устройство и быть компактным и лёгким, поэтому схема с коротким ходом ствола получила широкое распространение в пистолетах. ГОСТ 28653—90 определяет короткий ход ствола как откат ствола стрелкового оружия на расстояние, меньшее длины патрона.

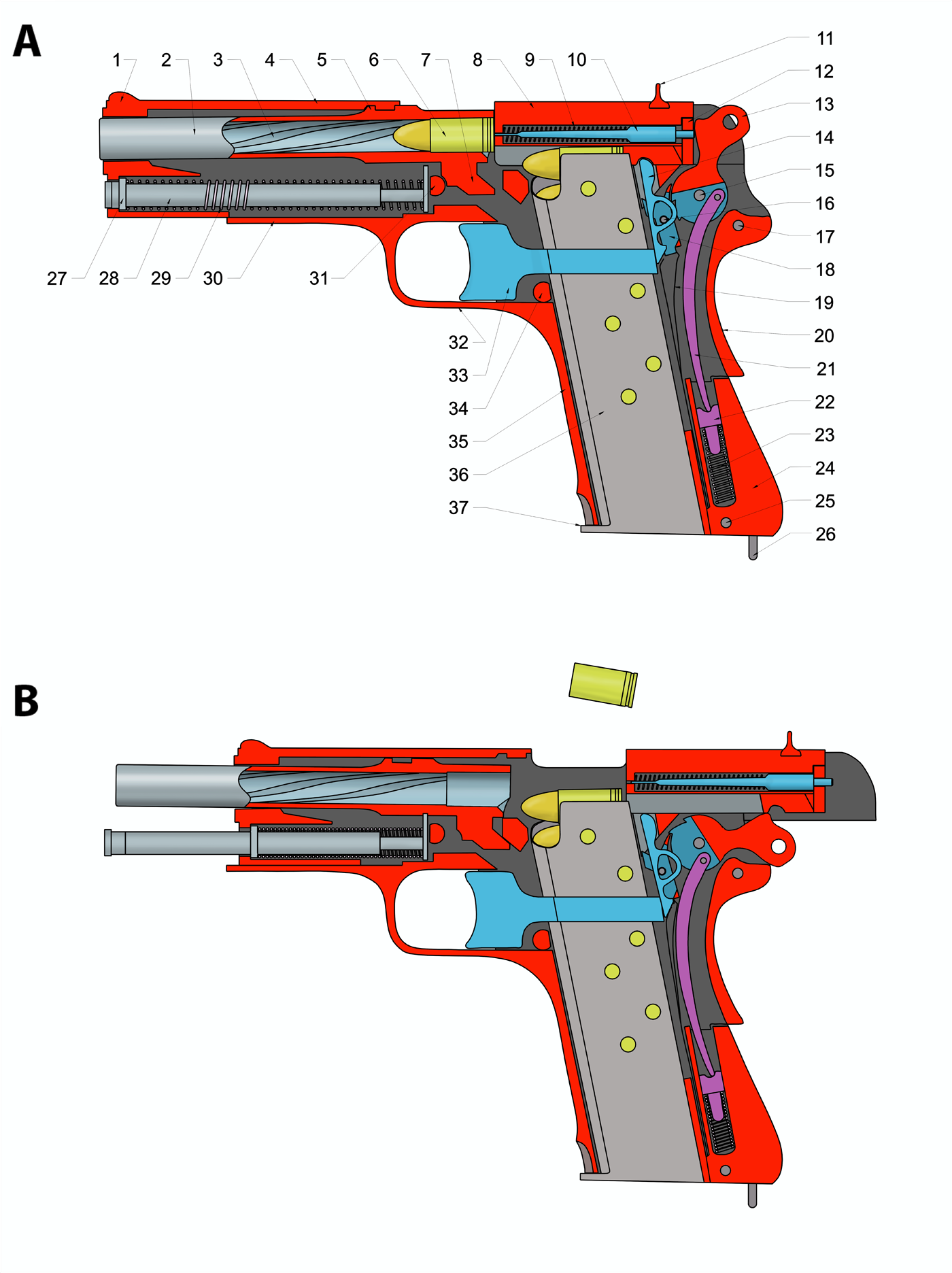
Автоматика с коротким ходом ствола (пистолет Vis wz. 35).
Расцепление ствола 5 и кожуха-затвора 4 происходит в тот момент, когда прилив ствола 7 соприкасается с выступом рамки и казённая часть ствола опускается

### Отвод пороховых газов
Действие автоматики основано на использовании отвода газов из канала ствола в газовую камеру через газоотводное отверстие в стенке неподвижного ствола. После прохода пулей газоотводного отверстия часть газов поступает в газовую камеру и приводит в движение поршень, связанный посредством штока с затворной рамой. Перемещаясь назад, затворная рама отпирает затвор и отбрасывает его в заднее положение.
Выделяют два основных варианта:
- Длинный ход поршня — ход поршня равен ходу затворной рамы. Например, автомат Калашникова.
- Короткий ход поршня — ход поршня меньше хода затворной рамы, Например, снайперская винтовка Драгунова (СВД).

В широко распространённом автомате М16 используется оригинальная схема, когда пороховые газы по длинной газоотводной трубке воздействуют непосредственно на затворную раму. Газовый поршень как отдельная деталь отсутствует.